# Arquidiócesis de Crotona-Santa Severina
La arquidiócesis de Crotona-Santa Severina (en latín: Archidioecesis Crotonensis-Sanctae Severinae y en italiano: Arcidiocesi di Crotone-Santa Severina) es una circunscripción eclesiástica de la Iglesia católica en Italia. Se trata de una arquidiócesis latina, sufragánea de la arquidiócesis de Catanzaro-Squillace. Desde el 28 de agosto de 2024 es sede vacante y su administrador apostólico es el arzobispo Claudio Maniago.

## Territorio y organización

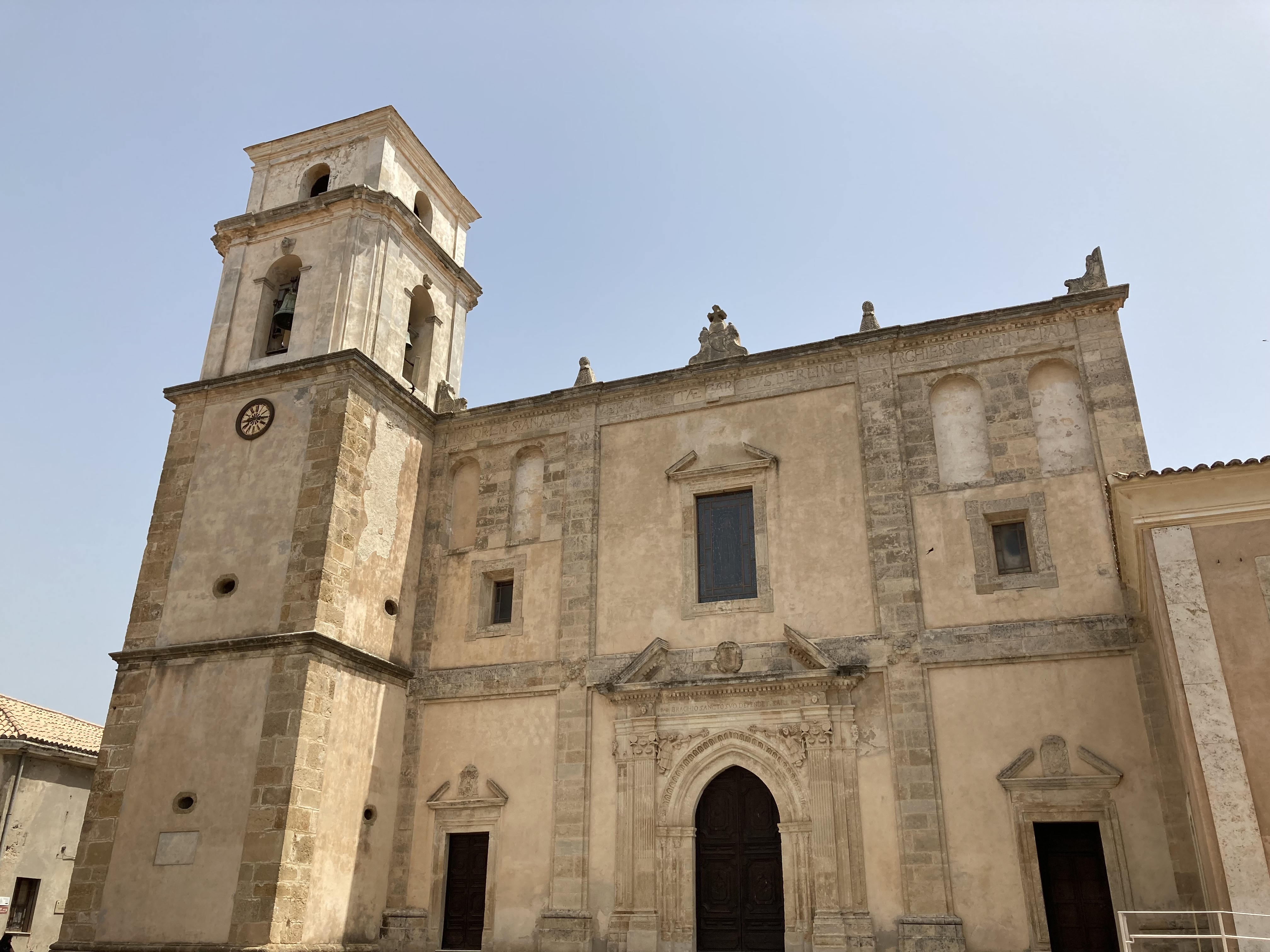
Concatedral de Santa Anastasia, en Santa Severina

La arquidiócesis tiene 1885 km² y extiende su jurisdicción sobre los fieles católicos de rito latino residentes en parte de la región de Calabria, comprendiendo la provincia de Crotona y las comunas de Petronà, Cerva, Andali, Belcastro, Marcedusa y Botricello en la provincia de Catanzaro.

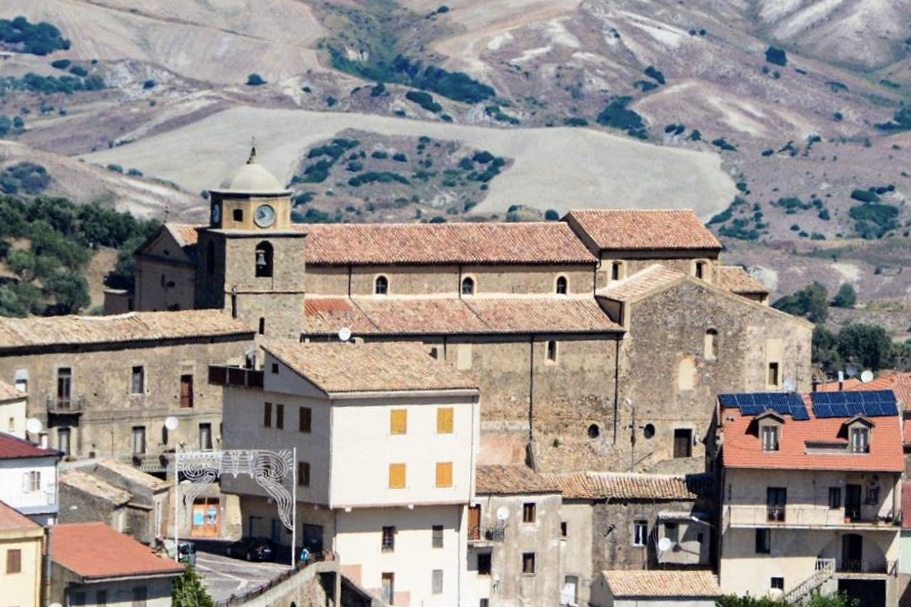
Excatedral de San Donato, en Umbríatico

La sede de la arquidiócesis se encuentra en la ciudad de Crotona, en donde se halla la Catedral de Santa María Asunta. En Santa Severina se halla la Concatedral de Santa Anastasia. En la arquidiócesis también se encuentran cuatro antiguas iglesias catedrales: la iglesia de San Miguel Arcángel, en Belcastro (diócesis de Belcastro), la iglesia de Santa María Asunta, en Isola Capo Rizzuto (diócesis de Isola), la iglesia de los Santos Pedro y Pablo, en Strongoli (diócesis de Strongoli), y la iglesia de San Donato, en Umbríatico (diócesis de Umbríatico). De la catedral de San Teodoro, en Cerenzia (diócesis de Cerenzia), quedan algunas ruinas, mientras que de la catedral de San León, en el territorio de Scandale (diócesis de San Leone), no queda nada.

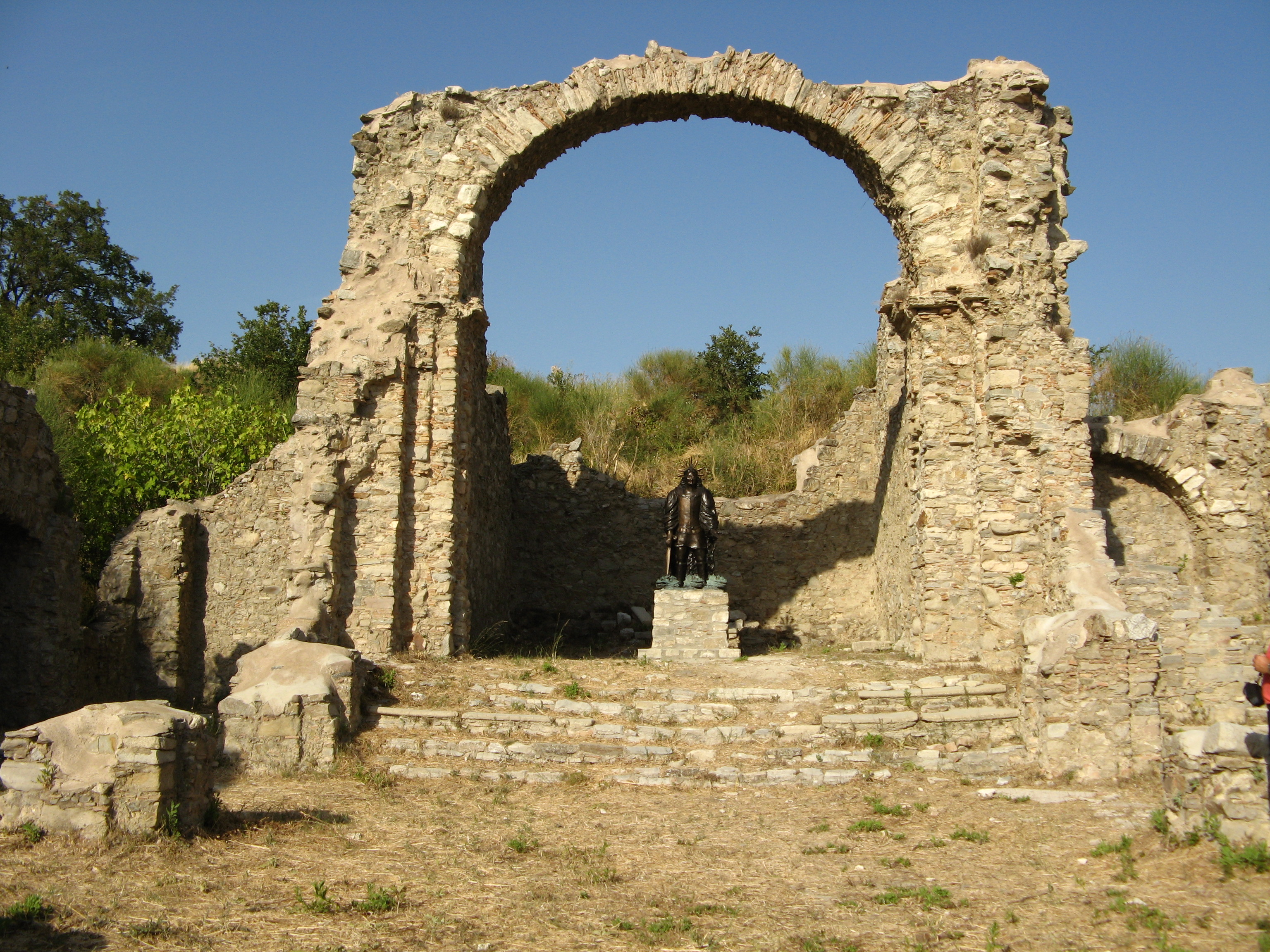
Ruinas de la Catedral de San Teodoro, en Cerenzia

En 2023 en la arquidiócesis existían 84 parroquias agrupadas en 7 foranías: Crotone, Santa Severina, Cerenzia, Umbriatico, Belcastro, Isola di Capo Rizzuto y Strongoli.

## Historia

### Santa Severina
La mención más antigua de la sede de Santa Severina se encuentra en la Notitia Episcopatuum escrita por el emperador bizantino León VI (886-912) y datable a principios del siglo X. Según Vitalien Laurent, la fundación de la sede metropolitana bizantina de Aghia Severina pudo tener lugar entre 885 y 886, en la misma época en la que los bizantinos arrebataron la ciudad a los árabes.
La misma Notitia Episcopatuum atribuye a Santa Severina cuatro diócesis sufragáneas: Umbríatico, Cerenzia, Gallipoli. e Isola. En los siglos siguientes también se añadieron a la provincia eclesiástica Belcastro (siglo XII), Strongoli (siglo XII), San Leone (siglo XIII) y Cariati (siglo XV), mientras que Gallipoli quedó excluida.
Los motivos que empujaron a los bizantinos a crear la provincia eclesiástica de Santa Severina son inciertos. Algunos autores creen que, por su posición estratégica, Santa Severina fue un centro de propaganda bizantina; otros sin embargo sostienen que la erección de la metrópolis fue justificada por una especie de orgullo nacional bizantino, ya que tenía que ocultar la pérdida de Siracusa, que cayó en manos árabes en 878.
Las inscripciones epigráficas han destacado la existencia de dos arzobispos. En el llamado baptisterio de la catedral se encuentra el nombre de Giovanni, que hizo construir la catedral hacia el año 895, coincidiendo con la erección de la arquidiócesis: es el primer arzobispo de Santa Severina. En la "vieja" catedral, construida en el siglo XI, está el nombre del arzobispo Ambrosio, promotor del nuevo edificio (1036), que fue catedral hasta 1274. La Vida de San Nilo menciona otros dos arzobispos, Stefano I y Blattone, que vivieron en la segunda mitad del siglo X, mientras que fuentes documentales bizantinas dan fe de la existencia de los arzobispos Basilio en 997 y Giovanni II en 1032. El último arzobispo antes del fin de la dominación bizantina es el anónimo que presenció la caída de Santa Severina en manos normandas en 1076 y luego huyó a Constantinopla.
Con la llegada de los normandos, la arquidiócesis pasó progresivamente al rito latino. Sin embargo, la presencia del rito y de las tradiciones griegas persistió: incluso durante el pontificado del papa Inocencio III (principios del siglo XIII), los canónigos de la catedral de rito bizantino estaban exentos de las leyes canónicas relativas al celibato.
Con una bula del 22 de marzo de 1183 el papa Lucio III confirmó todos sus privilegios al arzobispo Meletus, enumeró y confirmó todas las posesiones y bienes adquiridos por los anteriores obispos Andrea y Romano, sancionó y confirmó todas las inmunidades concedidas por los duques normandos, y finalmente confirmó sus derechos metropolitanos sobre las Iglesias de Umbríatico, Strongoli, Cerenzia, Belcastro e Isola, y le concedió el uso del palio.
Entre los arzobispos del siglo XIII destaca especialmente la figura de Ruggero di Stefanuzia (1273-1295), que hizo construir la actual Catedral de Santa Severina en sustitución de la construida por el griego Ambrosio en 1036, pero que destacó por su apoyo armado dado a la facción angevina contra la aragonesa que luchaba después de las Vísperas sicilianas por el dominio sobre Calabria, junto con su hermano Lucifero, obispo de Umbríatico; trasladado a Cosenza en 1295, encontró la muerte en el campo de batalla.
En el siglo XVI Giovanni Battista Orsini participó en el Concilio de Trento y fue responsable de redactar los cánones sobre el matrimonio. Su sucesor Giulio Antonio Santorio contribuyó a solucionar el problema de los fieles de rito bizantino y estableció el seminario diocesano de Santa Severina. El 7 de noviembre de 1571, todavía bajo su episcopado, la diócesis de San Leone fue suprimida por decreto de la Congregación Consistorial y su territorio fue agregado a la arquidiócesis. Francesco Antonio Santoro (1573-1586) convocó por primera vez dos sínodos provinciales, en los que participaron obispos sufragáneos.
El 27 de junio de 1818, mediante la bula De utiliori del papa Pío VII, la diócesis de Belcastro fue suprimida y su territorio unido al de la arquidiócesis de Santa Severina. Tras otras supresiones, la provincia eclesiástica de Santa Severina incluía únicamente la diócesis de Cariati. A partir de los últimos años del siglo XIX la catedral se vio afectada por importantes obras de restauración y recuperación arqueológica que permitieron situar mejor la evolución arquitectónica de la catedral a lo largo de los siglos así como su cronología episcopal. Dichas investigaciones, que culminaron con la fundación de una revista histórica (con sede en la catedral) llamada Siberene, se debieron al interés del entonces vicario Antonio Pujía. El 6 de enero de 1952, mediante la bula Romanis Pontificibus del papa Pío XII, la provincia eclesiástica de Santa Severina fue suprimida. Esta, manteniendo su dignidad arzobispal, quedó inmediatamente sujeta a la Santa Sede, mientras que la sufragánea Cariati quedó sujeta a la sede metropolitana de Arquidiócesis de Regio de Calabria, que quedó así como la única metrópolis de Calabria.

### Crotona
La diócesis de Crotona fue erigida en la antigüedad. Según la tradición, la evangelización del territorio fue obra de Dionisio Areopagita, discípulo de san Pablo, hacia finales del siglo I. La evidencia documental parece atestiguar la existencia de la diócesis ya hacia finales del siglo V, con el obispo Maiorico, mencionado por el papa Gelasio I en sus cartas, donde sin embargo nunca se indica la sede de pertenencia. El primer obispo que se puede atribuir con seguridad a Crotona es Giordano, que en 551 estuvo en Constantinopla junto al papa Vigilio en la Controversia de los Tres Capítulos. Posteriormente la diócesis es mencionada varias veces en las cartas de Gregorio Magno, de las que se deduce que en el año 592 la sede quedó vacante debido a la muerte de su obispo y el papa intervino para que el pueblo de Crotona eligiera un nuevo obispo con la ayuda de Giovanni de Squillace.
Como atestiguan las cartas de Gregorio Magno, Calabria no tenía sede metropolitana y, aunque Crotona estaba políticamente sometida al Imperio bizantino desde 556, dependía desde el punto de vista eclesiástico del patriarcado de Roma. Sólo en la primera mitad del siglo VIII, tras las controversias sobre la iconoclasia, Calabria fue retirada de la jurisdicción de Roma por el emperador León III el Isaurio y sometida al patriarcado de Constantinopla (hacia 732). Es en este contexto que la diócesis adoptó el griego como rito litúrgico, y quedó sometida a la provincia eclesiástica de la arquidiócesis de Regio de Calabria, como atestigua la Notitia Episcopatuum redactada por el emperador León VI (886-912) y que se remonta a hasta principios del siglo X.
En el período bizantino está documentada la participación de los obispos de Crotona en el sínodo romano de 680 (Pietro), en el Concilio de Nicea II en 787 (Teótimo) y en el Concilio de Constantinopla de 869-870 (Niceforo). Durante la lucha iconoclasta, Crotona se convirtió en un refugio providencial para los monjes que huyeron de Oriente y para sus iconos. Tras la erección de la sede arzobispal de Santa Severina y sus sufragáneas, el territorio de la diócesis quedó prácticamente reducido al de la ciudad y a las aldeas presentes en sus alrededores. En el siglo X la diócesis sufrió cada vez más frecuentes incursiones de los árabes, procedentes de la cercana Sicilia; en una de estas incursiones también murió el obispo, asesinado en su catedral donde se había refugiado.
Hacia 1060 la ciudad de Crotona fue conquistada por los normandos, que iniciaron una progresiva latinización de la diócesis. En 1122 el papa Calixto II visitó Crotona y celebró un sínodo entre los obispos de Calabria. Sin embargo, el rito bizantino siguió utilizándose durante otros dos siglos; los obispos Atanasio y Filippo eran ciertamente griegos; en 1217, el obispo Giovanni obtuvo del papa Honorio III el derecho a celebrar en latín o griego y en 1221 se le encargó reformar los monasterios griegos de la diócesis, que habían ido decayendo gradualmente tras la llegada de los normandos. En 1264 el obispo Nicola da Durazzo fue elegido por el papa para una misión en Constantinopla debido a sus conocimientos de griego.
A partir del siglo XIV la diócesis vivió un período de crisis y decadencia, definida como "cueva de ladrones", agravada por "el desgobierno central, los impuestos exagerados, la arrogancia impune de los barones, las empresas criminales de los bandidos, las acciones terroristas de los piratas". No faltaron obispos de calidad: Antonio Lucifero (1508-1521), que reconstruyó la catedral y renovó el palacio episcopal; Cristóbal Berrocal (1574-1578), quien estableció por su cuenta el Monte de piedad; Girolamo Carafa (1664-1683), que fundó el seminario diocesano en 1664 y que convocó el primer sínodo al año siguiente. Otros cuatro sínodos se celebraron antes del siglo XIX, motivados por la necesidad de reformar el clero y la disciplina, como señala Giuseppe Capocchiani en su informe con motivo de la visita ad limina de 1775; de hecho, el obispo «denuncia algunos abusos graves, entre ellos: el continuo alejamiento de los sacerdotes de la diócesis; las prisas y dejadez en la celebración de la misa; la envejecimiento de las especies eucarísticas; no recitar el breviario; la mala conducta del clero».
El 27 de junio de 1818 la diócesis de Isola fue suprimida mediante la bula De utiliori del papa Pío VII y su territorio se unió al de la diócesis de Crotona.
En 1845 el obispo Leonardo Todisco Grande (1834-1849) convocó otro sínodo, donde los sacerdotes fueron obligados a observar las decisiones del Concilio de Trento, señal de que tres siglos después estas aún no habían sido cumplidas.
De 1925 a 1946 Crotona estuvo unida in persona episcopi con la arquidiócesis de Santa Severina, unión que terminó con el nombramiento de Pietro Raimondi, que gobernó sólo la diócesis de Crotona durante 25 años.

### Crotona-Santa Severina
El 21 de diciembre de 1973, con tres nombramientos separados, Giuseppe Agostino fue nombrado arzobispo de Santa Severina, obispo de Crotona y obispo de Cariati, uniendo así in persona episcopi las tres sedes. La unión con Cariati duró hasta 1979.
El 4 de abril de 1979, mediante la bula Quo aptius del papa Juan Pablo II, la diócesis de Cariati cedió el territorio de las comunas de la provincia de Catanzaro, incluidas las antiguas ciudades episcopales de Cerenzia, Umbríatico y Strongoli, a la diócesis de Crotona, que a su vez cedió la parroquia de San Leonardo di Cutro a la arquidiócesis de Santa Severina.
El 30 de septiembre de 1986, con el decreto Instantibus votis de la Congregación para los Obispos, las dos sedes de Santa Severina y Crotona, ya unidas in persona episcopi desde 1973, fueron unidas con la fórmula plena unione y el distrito eclesiástico tomó su nombre actual conservando el título arzobispal que pertenecía a la sede de Santa Severina. La arquidiócesis mantuvo la sufraganidad con la arquidiócesis de Regio de Calabria, al mismo tiempo que pasó a llamarse arquidiócesis de Regio de Calabria-Bova.
Entre 1988 y 1989 se celebró el primer sínodo tras la unión de las dos sedes episcopales.
El 12 de marzo de 1988, mediante la carta apostólica Croton urbs, el papa Juan Pablo II confirmó a la Bienaventurada Virgen María de Capo Colonna como patrona principal de la arquidiócesis.
El 30 de enero de 2001 la arquidiócesis pasó a formar parte de la provincia eclesiástica de la arquidiócesis de Catanzaro-Squillace con la bula Maiori Christifidelium del papa Juan Pablo II.

## Estadísticas
Según el Anuario Pontificio 2024 la arquidiócesis tenía a fines de 2023 un total de 189 253 fieles bautizados.
| Año                                                                             | Población            | Población | Población      | Sacerdotes | Sacerdotes    | Sacerdotes    | Bautizados por sacerdote | Diáconos permanentes | Religiosos | Religiosos | Parroquias |
| Año                                                                             | Bautizados católicos | Total     | % de católicos | Total      | Clero secular | Clero regular | Bautizados por sacerdote | Diáconos permanentes | Varones    | Mujeres    | Parroquias |
| ------------------------------------------------------------------------------- | -------------------- | --------- | -------------- | ---------- | ------------- | ------------- | ------------------------ | -------------------- | ---------- | ---------- | ---------- |
| Diócesis de Crotona                                                             |                      |           |                |            |               |               |                          |                      |            |            |            |
| 1950                                                                            | 40 000               | 40 000    | 100.0          | 23         | 21            | 2             | 1739                     |                      | 2          | 48         | 9          |
| 1970                                                                            | 61 000               | 61 800    | 98.7           | 37         | 23            | 14            | 1648                     | 1                    | 15         | 59         | 15         |
| 1980                                                                            | 125 569              | 126 838   | 99.0           | 66         | 42            | 24            | 1902                     | 2                    | 26         | 94         | 41         |
| Arquidiócesis de Santa Severina                                                 |                      |           |                |            |               |               |                          |                      |            |            |            |
| 1949                                                                            | 60 000               | 60 000    | 100.0          | 42         | 34            | 8             | 1428                     |                      | 8          | 27         | 23         |
| 1970                                                                            | 62 000               | 63 800    | 98.4           | 44         | 31            | 13            | 1409                     |                      | 16         | 52         | 25         |
| 1980                                                                            | 70 000               | 70 900    | 98.7           | 35         | 23            | 12            | 2000                     |                      | 12         | 63         | 27         |
| Arquidiócesis de Crotona-Santa Severina                                         |                      |           |                |            |               |               |                          |                      |            |            |            |
| 1990                                                                            | 187 000              | 188 900   | 99.0           | 104        | 76            | 28            | 1798                     | 5                    | 29         | 177        | 76         |
| 1999                                                                            | 202 755              | 203 855   | 99.5           | 114        | 85            | 29            | 1778                     | 18                   | 32         | 162        | 81         |
| 2000                                                                            | 202 630              | 203 730   | 99.5           | 117        | 89            | 28            | 1731                     | 18                   | 31         | 160        | 81         |
| 2001                                                                            | 202 550              | 203 550   | 99.5           | 118        | 89            | 29            | 1716                     | 20                   | 32         | 156        | 81         |
| 2002                                                                            | 202 500              | 203 550   | 99.5           | 111        | 83            | 28            | 1824                     | 18                   | 30         | 153        | 81         |
| 2003                                                                            | 201 250              | 202 350   | 99.5           | 110        | 89            | 21            | 1829                     | 19                   | 24         | 118        | 80         |
| 2004                                                                            | 201 185              | 202 270   | 99.5           | 115        | 94            | 21            | 1749                     | 19                   | 23         | 118        | 80         |
| 2006                                                                            | 199 700              | 200 900   | 99.4           | 116        | 95            | 21            | 1721                     | 16                   | 23         | 143        | 81         |
| 2013                                                                            | 202 600              | 205 500   | 98.6           | 110        | 94            | 16            | 1841                     | 23                   | 17         | 125        | 79         |
| 2016                                                                            | 184 413              | 186 613   | 98.8           | 122        | 103           | 19            | 1511                     | 20                   | 20         | 60         | 82         |
| 2019                                                                            | 183 200              | 186 431   | 98.3           | 116        | 103           | 13            | 1579                     | 18                   | 14         | 78         | 85         |
| 2021                                                                            | 188 992              | 205 427   | 92.0           | 111        | 100           | 11            | 1702                     | 14                   | 16         | 76         | 84         |
| 2023                                                                            | 189 253              | 202 187   | 93.6           | 107        | 100           | 7             | 1768                     | 14                   | 8          | 79         | 84         |
| Fuente: Catholic-Hierarchy, que a su vez toma los datos del Anuario Pontificio. |                      |           |                |            |               |               |                          |                      |            |            |            |

## Episcopologio

### Obispos de Crotona
- Maiorico? † (mencionado en 494)[nota 5]
- Flaviano? † (circa 537-550)[nota 6]
- Giordano † (mencionado en 551)
- Anónimo † (?-592 falleció)
- Teodosio † (mencionado en 649)
- Pietro † (mencionado en 680)
- Teotimo † (mencionado en 787)
- Niceforo † (mencionado en 870)
- Anónimo † (siglo X)
- Atanasio † (mencionado en 1121)
- Filippo † (antes de 1159-después de 1179)[nota 7]
- Anónimo? † (mencionado en 1199)[nota 8]
- Giovanni I † (antes de 1216-después de 1223[21])
- Romualdo † (mencionado circa 1235/1240)
  - Mauro † (ilegítimo)
- Nicola da Durazzo † (2 de septiembre de 1254-después de 1266/1267)
  - Sede vacante (1267-1272/73)
- Federico † (1274-después de 1280)
- Giovanni II † (?-1346 falleció)
- Guglielmo † (17 de febrero de 1346-1348 falleció)
- Nicola Malopera † (5 de noviembre de 1348-1357 falleció)
- Bernardo de Agrevolo, O.P. † (25 de enero de 1358-? falleció)
- Giovanni III, O.Min. † (5 de septiembre de 1365-? falleció)
- Rinaldo † (11 de agosto de 1372-1402 falleció)
- Antonio Spolitano † (18 de agosto de 1402-1410 falleció[22])
- Lorenzo † (26 de marzo de 1410-1427 renunció)
- Giordano de Lavello † (12 de septiembre de 1427-1439 falleció)[nota 9]
- Galeazzo Quattromani † (27 de enero de 1440-1444 falleció)
- Crucheto, O.F.M. † (27 de enero de 1444-1457 falleció)
- Guglielmo de Franciscis † (5 de octubre de 1457-20 de octubre de 1462 falleció)
- Giovanni Antonio Campano † (20 de octubre de 1462-23 de mayo de 1463 nombrado obispo de Teramo)
- Martino † (3 de febrero de 1464-1465 falleció)
- Antonio Caffaro † (15 de diciembre de 1465-? falleció)
- Bernardo de Ruggeri † (8 de enero de 1473-1480 falleció)
- Giovanni da Viterbo † (16 de febrero de 1481-25 de noviembre de 1496 falleció)
- Andrea della Valle † (2 de diciembre de 1496-23 de febrero de 1508 nombrado obispo de Mileto)
- Antonio Lucifero † (15 de marzo de 1508-1521 falleció)
- Andrea della Valle † (4 de septiembre de 1522-14 de noviembre de 1524 renunció) (por segunda vez)
- Giovanni Matteo Lucifero † (14 de noviembre de 1524-1551 falleció)
- Pietro Paolo Caporella, O.F.M.Conv. † (28 de septiembre de 1552-1556 falleció)
- Francisco Aguirre † (10 de diciembre de 1557-15 de noviembre de 1564 nombrado obispo de Tropea)
- Antonio Minturno † (13 de julio de 1565-1574 falleció)
- Cristóbal Berrocal † (11 de agosto de 1574-1578 falleció)
- Marcello Maiorana, C.R. † (6 de octubre de 1578-13 de noviembre de 1581 nombrado obispo de Acerra)
- Giuseppe Faraoni † (26 de noviembre de 1581-1588 falleció)
- Mario Bolognini † (3 de octubre de 1588-7 de enero de 1591 nombrado arzobispo de Salerno)
- Claudio de Curtis † (13 de noviembre de 1591-1595 falleció)
- Juan López, O.P. † (5 de junio de 1595-15 de noviembre de 1598 nombrado obispo de Monopoli)
- Tommaso Monti, C.R. † (17 de febrero de 1599-4 de diciembre de 1608 falleció)
- Carlo Catalani † (24 de noviembre de 1610-1622 falleció)
- Diego Cabeza de Vaca † (20 de noviembre de 1623-diciembre de 1625 falleció)
  - Sede vacante (1625-1628)
- Niceforo Melisseno Comneno † (29 de mayo de 1628-5 de febrero de 1635 falleció)
  - Sede vacante (1635-1638)
- Juan Pastor, O.M. † (30 de agosto de 1638-1664 falleció)
- Girolamo Carafa, C.R. † (31 de marzo de 1664-octubre de 1683 falleció)
  - Sede vacante (1683-1690)
- Marco de Rama, O.S.A. † (22 de mayo de 1690-4 de agosto de 1709 falleció)
  - Sede vacante (1709-1715)
- Michele Guardia † (4 de febrero de 1715-octubre de 1718 falleció)
- Anselmo de la Peña, O.S.B. † (2 de octubre de 1719-27 de septiembre de 1723 nombrado obispo de Agrigento)
- Gaetano Costa, O.F.M.Ref. † (22 de noviembre de 1723-27 de enero de 1753 falleció)
- Domenico Zicari † (23 de julio de 1753-3 de enero de 1757 nombrado arzobispo de Regio de Calabria)
- Mariano Amato † (28 de marzo de 1757-diciembre de 1765 falleció)
- Bartolomeo Amoroso † (2 de junio de 1766-19 de diciembre de 1771 falleció)
  - Sede vacante (1771-1774)
- Giuseppe Capocchiani † (18 de abril de 1774-15 de octubre de 1788 falleció)
  - Sede vacante (1788-1792)
- Ludovico Ludovici, O.F.M. † (26 de marzo de 1792-18 de diciembre de 1797 nombrado obispo de Policastro)
- Rocco Coiro † (18 de diciembre de 1797-marzo de 1812 falleció)
  - Sede vacante (1812-1818)
- Domenico Feudale † (25 de mayo de 1818-6 de marzo de 1828 falleció)
- Zaccaria Boccardo † (18 de mayo de 1829-7 de abril de 1833 falleció)
- Leonardo Todisco Grande † (20 de enero de 1834-20 de abril de 1849 nombrado obispo de Ascoli Satriano y Cerignola)
- Gabriele Ventriglia d'Alife † (20 de abril de 1849-15 de marzo de 1852 nombrado obispo de Caiazzo)
- Luigi Sodo † (18 de marzo de 1852-27 de junio de 1853 nombrado obispo de Telese-Cerreto Sannita)
- Luigi Laterza † (27 de junio de 1853-11 de febrero de 1860 falleció)
- Luigi Maria Lembo † (23 de marzo de 1860-24 de junio de 1883 falleció)
- Giuseppe Cavaliere † (24 de junio de 1883 por sucesión-agosto de 1899 falleció)
- Emanuele Merra † (14 de diciembre de 1899-27 de marzo de 1905 nombrado obispo de San Severo)
  - Sede vacante (1905-1909)
- Saturnino Peri † (30 de junio de 1909-16 de diciembre de 1920 nombrado obispo de Iglesias)
  - Sede vacante (1920-1925)
- Carmelo Pujia † (13 de febrero de 1925-11 de febrero de 1927 nombrado arzobispo de Regio de Calabria)
- Antonio Galati † (2 de junio de 1928-2 de marzo de 1946 falleció)
- Pietro Raimondi † (8 de mayo de 1946-21 de junio de 1971 retirado)
  - Sede vacante (1971-1973)
- Giuseppe Agostino † (21 de diciembre de 1973-30 de septiembre de 1986 nombrado arzobispo de Crotona-Santa Severina)

### Arzobispos de Santa Severina
- Giovanni I † (mencionado en 895 circa)
- Stefano I † (mencionado en 970 circa)[nota 10]
- Blattone? † (mencionado en 980 circa)[nota 11]
- Basilio † (mencionado en 997)
- Giovanni II † (mencionado en 1032)
- Ambrogio † (mencionado en 1036)
- Anónimo † (mencionado en 1076)[23]
- Stefano II † (antes de 1089-después de 1096)
- Costantino † (antes de 1099-después de 1115)
- Severo † (mencionado en febrero/marzo de 1118)[nota 12]
- Gregorio † (antes de noviembre de 1118-después de 1122 circa)
- Giovanni III † (mencionado en 1130)
- Romano † (antes de 1132-después de 1143)
- Andrea † (segunda mitad del siglo XII)
- Meleto † (mencionado en 1183)
  - Giovanni IV † (otoño de 1197-febrero de 1198 depuesto) (obispo intruso)
- Bartolomeo I † (1198-1205 falleció)
- Dionisio † (septiembre de 1205 consagrado-después de 1229 falleció)
- Bartolomeo II † (antes de 1234-circa 1254 falleció)
- Nicola da San Germano † (9 de noviembre de 1254-después de 1258)
- Giovanni di Caramanita † (antes de marzo de 1263-después de junio de 1264)
- Angelo † (?-1268 falleció)
- Ugo di Nissun † (20 de junio de 1268-11 de agosto de 1271 falleció)
- Bernardo? † (circa 1272-1273)[nota 13]
- Ruggero di Stefanuzia (o de Nerenta) † (1 de junio de 1273-15 de agosto de 1295 nombrado arzobispo de Cosenza)
- Lucifero di Stefanuzia † (23 de diciembre de 1296-circa 1319 falleció)[nota 14]
- Giovanni di Policastro † (31 de mayo de 1320-? falleció)
- Pietro † (23 de mayo de 1340-1348 falleció)
- Guglielmo † (3 de octubre de 1348-? falleció)
- Amico † (3 de agosto de 1377-? falleció)
  - Giovanni da Eboli, O.F.M. † (21 de febrero de 1388-? falleció) (ilegítimo)
- Gregorio †
- Matteo † (?-1399 falleció)
- Gerardo † (27 de septiembre de 1399-1400 falleció)
- Giacomo † (7 de octubre de 1400-circa 1410[nota 15] falleció)
- Angelo II † (19 de diciembre de 1412-1429[nota 16] falleció)
- Antonio Sangallo † (23 de diciembre de 1429-circa 1453 falleció)
- Simone Biondo, O.P. † (17 de septiembre de 1453-? falleció)
- Antonio † (1 de junio de 1461-1483 falleció)
- Pietro Orseoli † (22 de febrero de 1483-1483 falleció)
- Enrico de lo Moyo, O.Cist. † (6 de junio de 1483-1488 falleció)
- Alessandro della Marra † (9 de junio de 1488-1509 falleció)
- Giovanni Matteo Sartori † (28 de marzo de 1509-15 de noviembre de 1531 nombrado obispo de Volterra)
  - Giovanni Salviati † (15 de noviembre de 1531-14 de junio de 1535 renunció) (administrador apostólico)
- Giulio Sartori † (14 de junio de 1535-1554 renunció)
- Giovanni Battista Orsini † (27 de agosto de 1554-15 de febrero de 1566 falleció)
- Giulio Antonio Santori † (6 de marzo de 1566-9 de enero de 1573 renunció)
- Francesco Antonio Santorio † (9 de enero de 1573-28 de julio de 1586 nombrado arzobispo de Acerenza)
- Alfonso Pisano † (11 de agosto de 1586-31 de octubre de 1623 falleció)
- Fausto Caffarelli † (29 de enero de 1624-17 de noviembre de 1651 falleció)
  - Sede vacante (1651-1654)
- Giovanni Antonio Paravicini † (23 de marzo de 1654-17 de noviembre de 1659 falleció)
- Francesco Falabella † (5 de abril de 1660-junio de 1670 falleció)
- Giuseppe Palermo † (1 de septiembre de 1670-noviembre de 1673 falleció)
- Muzio Soriano † (19 de febrero de 1674-26 de agosto de 1679 falleció)
- Carlo Berlingeri † (27 de noviembre de 1679-5 de enero de 1719 falleció)
- Nicola Pisanelli, C.R. † (29 de marzo de 1719-diciembre de 1731 falleció)
- Luigi d'Alessandro † (7 de mayo de 1732-15 de julio de 1743 nombrado obispo de Alessano)
- Nicolò Carmine Falcone † (15 de julio de 1743-1 de marzo de 1759 falleció)
- Giovanni Battista Pignatelli † (28 de mayo de 1759-24 de enero de 1763 nombrado obispo de Anglona)
- Antonio Ganini † (24 de enero de 1763-15 de enero de 1795 falleció)
  - Sede vacante (1795-1797)
- Pietro Fedele Grisolia † (18 de diciembre de 1797-9 de enero de 1809 falleció)
  - Sede vacante (1809-1818)
- Salvatore Maria Pignattaro, O.P. † (25 de mayo de 1818-24 de noviembre de 1823 nombrado arzobispo a título personal de Isernia)
- Lodovico de Gallo, O.F.M.Cap. † (12 de julio de 1824-3 de abril de 1848 falleció)
- Annibale-Raffaele Montalcini, C.SS.R. † (11 de diciembre de 1848-23 de noviembre de 1861 falleció)
  - Sede vacante (1861-1872)
- Alessandro de Risio, C.SS.R. † (6 de mayo de 1872-30 de noviembre de 1896 renunció[nota 17])
- Nicola Piccirilli † (30 de noviembre de 1896-14 de noviembre de 1904 nombrado arzobispo de Conza y Campagna)
- Carmelo Pujia † (30 de octubre de 1905-11 de febrero de 1927 nombrado arzobispo de Regio de Calabria)
- Antonio Galati † (1 de julio de 1927-2 de marzo de 1946 falleció)
  - Sede vacante (1946-1952)
- Giovanni Francesco Dadone † (28 de marzo de 1952-17 de septiembre de 1963 nombrado arzobispo a título personal de Fossano)
- Michele Federici † (27 de octubre de 1963-21 de diciembre de 1973 nombrado arzobispo a título personal de Veroli-Frosinone y de Ferentino)
- Giuseppe Agostino † (21 de diciembre de 1973-30 de septiembre de 1986 nombrado arzobispo de Crotona-Santa Severina)

### Arzobispos de Crotona-Santa Severina
- Giuseppe Agostino † (30 de septiembre de 1986-30 de septiembre de 1998 nombrado arzobispo de Cosenza-Bisignano)
- Andrea Mugione † (21 de noviembre de 1998-3 de mayo de 2006 nombrado arzobispo de Benevento)
- Domenico Graziani (21 de noviembre de 2006-7 de noviembre de 2019 retirado)
- Angelo Raffaele Panzetta (7 de noviembre de 2019-28 de agosto de 2024 nombrado arzobispo coadjutor de Lecce)
  - Claudio Maniago, desde el 26 de septiembre de 2024 (administrador apostólico)

### Para Crotona
- (en italiano) Francesco Lanzoni, Le diocesi d'Italia dalle origini al principio del secolo VII (an. 604), vol. I, Faenza, 1927, p. 342
- (en francés) Louis Duchesne, Les évêchés de Calabre, en Scripta Minora. Études de topographie romaine et de géographie ecclésiastique, Roma, 1973, pp. 439-454
- (en latín) Pius Bonifacius Gams, Series episcoporum Ecclesiae Catholicae, Graz, 1957, pp. 879-880
- (en latín) Konrad Eubel, Hierarchia Catholica Medii Aevi, vol. 1, p. 213; vol. 2, pp. 138-139; vol. 3, p. 180; vol. 4, p. 166; vol. 5, p. 174; vol. 6, p. 185

### Para Santa Severina
- (en inglés) La arquidiócesis de Santa Severina en Catholic Hierarchy
- (en inglés) La arquidiócesis de Santa Severina en Giga Catholic
- (en italiano) La arquidiócesis de Santa Severina en BeWeB - Beni ecclesiastici in web
- (en italiano) Francesco Russo, La metropolia di Santa Severina, en Archivio storico per la Calabria e la Lucania, XVI (1947), pp. 1-20
- (en francés) Vitalien Laurent, A propos de la métropole de Santa Severina en Calabre. Quelques remarques, en Revue des études byzantines, Año 1964, volumen 22, número 22, pp. 176-183
- (en italiano) Francesco Le Pera, Alcune note sulla cronotassi degli Arcivescovi di Santa Severina, en Quaderni Siberenensi: primera parte, febrero de 2000  (enlace roto disponible en este archivo)., pp. 27-38; segunda parte, junio de 2001  (enlace roto disponible en este archivo)., pp. 9-26; tercera parte, octubre de 2002  (enlace roto disponible en este archivo)., pp. 12-52
- (en alemán) Norbert Kamp, Kirche und Monarchie im staufischen Königreich Sizilien, vol 2, Prosopographische Grundlegung: Bistümer und Bischöfe des Königreichs 1194 - 1266; Apulien und Kalabrien, Múnich, 1975, pp. 882-892
- (en latín) Pius Bonifacius Gams, Series episcoporum Ecclesiae Catholicae, Graz, 1957, p. 922
- (en latín) Konrad Eubel, Hierarchia Catholica Medii Aevi, vol. 1, pp. 448-449; vol. 2, p. 236; vol. 3, p. 298; vol. 4, p. 314; vol. 5, p. 355; vol. 6, p. 378